# Ciríac d'Òstia
Ciríac (segle iii dC) fou bisbe d'Òstia, màrtir durant les persecucions de l'emperador romà Alexandre Sever, fou martiritzat juntament amb Màxim i Arquelau el Diaca.